# Saskia Bricmont
Saskia Bricmont (nascuda el 16 de març de 1985) és una política belga que va ser escollida diputada al Parlament Europeu el 2019.
Al parlament, Bricmont forma part del Comitè de Llibertats Civils, Justícia i Afers Interiors (des del 2019) i del Comitè de Comerç Internacional (des del 2020). El 2022, es va unir al Comitè d'Investigació per investigar l'ús de Pegasus i programari espia de vigilància equivalent.
A més de les seves tasques de comissió, Bricmont forma part de la delegació del Parlament per a les relacions amb els països del Magrib i la Unió del Magrib Àrab. També és membre de l'Intergrup del Parlament Europeu sobre els Drets dels Infants, l'Intergrup del Parlament Europeu sobre els Drets LGBT, l'Intergrup del Parlament Europeu sobre el Benestar i la Conservació dels Animals i el Grup de treball de Conducta Empresarial Responsable.